# Marcelo Broli
Marcelo Carlos Broli Gorgoroso (ur. 13 marca 1978 w Montevideo) – urugwajski piłkarz pochodzenia włoskiego występujący na pozycji defensywnego lub środkowego pomocnika, reprezentant Urugwaju, trener piłkarski, od 2024 prowadzi reprezentację Zjednoczonych Emiratów Arabskich U-23.